# Рейтен, Магнус
Магнус Саген Рейтен (норв. Magnus Sagen Reiten; 16 ноября 1996, Сингсас) — норвежский гонщик на снегоходах, чемпион мира 2024 года, чемпион Норвегии 2022 года в классе Pro Stock 600.

## Спортивная карьера
Магнус Рейтен дебютировал в Чемпионате мира в 2014 году в возрасте 18 лет, но до 2024 года ни разу не поднимался даже на подиум (лучшим результатом в гонке для него оставалось 4-е место). Тем не менее, он успешно выступал в локальных гонках, в том числе в 2022 году выиграл Чемпионат Норвегии, победив во всех трёх его заездах.
В 2024 году Рейтен успешно выступил на сдвоенном этапе в Турции (финишировал 2-м в первой гонке и выиграл вторую) и вступил в напряжённую борьбу за титул с американским пилотом Джесси Кирхмайером. По итогам года он стал чемпионом, хотя больше гонок не выигрывал. В титуле Рейтена был и элемент удачи: фаворит чемпионата, действующий чемпион мира Аки Пихлайя пропустил обе турецкие гонки. Во всех оставшихся гонках Пихлайя поднимался на подиум (причём три из четырёх гонок выиграл), но запаса очков, набранного Рейтеном в Турции, хватило, чтобы остаться впереди.

## Частная жизнь
Совладелец снегоходной команды Singsås Motorklubb.
С 2011 по 2022 год Рейтен играл в футбол за локальный клуб Singsås IL. За клуб он провёл 60 матчей:
- 2 матча в юношеской (до 16 лет) категории в 2011 году (клуб выступал в 3-м дивизионе юношеского чемпионата Норвегии), причём интересно, что в обоих матчах он был удалён, получив красную карточку
- 57 матчей во взрослой категории с 2012 по 2022 год (все годы клуб выступал в 6-м дивизионе чемпионата Норвегии)
- 1 матч в национальном кубке Trøndersk Mesterskap menn

За всё время выступлений за Singsås IL Рейтен забил 51 гол.

## Результаты выступлений в Чемпионате мира по кроссу на снегоходах
| Год  | Снегоход | 1      | 2      | 3      | 4      | 5      | 6      | Место | Очки |
| ---- | -------- | ------ | ------ | ------ | ------ | ------ | ------ | ----- | ---- |
| 2014 | Lynx     | SWE 13 |        |        |        |        |        | 13    | 8    |
| 2016 | Lynx     | FIN 14 | NOR 9  |        |        |        |        | 11    | 19   |
| 2018 | Lynx     | FIN1 9 | FIN2 9 |        |        |        |        | 8     | 24   |
| 2019 | Lynx     | SWE1 5 | SWE2 4 |        |        |        |        | 6     | 34   |
| 2023 | Lynx     | NOR1 5 | NOR2 4 |        |        |        |        | 4     | 34   |
| 2024 | Lynx     | TUR1 2 | TUR2 1 | FIN1 3 | FIN2 6 | NOR1 2 | NOR2 2 | 1     | 148  |